# 낑웡밍지 우까웅

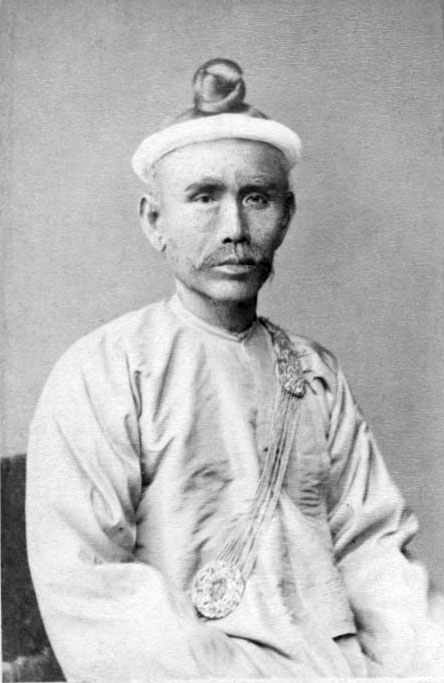
낀원민지 우까웅

낀원민지 우까웅(버마어: ကင်းဝန်မင်းကြီး ဦးကောင်း; 1822년 2월 3일 ~ 1908년 6월 30일)은 꼰바웅 왕조(버마 왕국)의 총리이자 영국령 버마의 공직자였다. 그는 버마 왕국의 기존 관료제를 보다 민주적인 시스템으로 서구화하려고 시도했다. 그렇게 하려는 그러한 시도 때문에, 그는 영국이 제3차 영국-미얀마 전쟁에서 승리하도록 허용한 미끼로 많은 사람들에게 비난을 받았다.